# Dubbelmordet på Hallandsåsen
Dubbelmordet på Hallandsåsen begicks natten till den 17 januari 2004, då två 18-åriga kvinnor misshandlades brutalt och sedan lämnades för att dö i vinterkylan. 
De två männen som låg bakom mordet, födda 1987 (Eddie Jönsson) respektive 1986, stal kvinnornas bil och krockade sedan fem kilometer från brottsplatsen. Den äldre (18-åringen) dömdes till åtta års fängelse, medan den andre (17-åringen) dömdes till fyra års sluten ungdomsvård på grund av lägre ålder. 17-åringen påbörjade sitt fyra år långa straff på Sundbo ungdomshem i Fagersta, men rymde i augusti 2005 och begick i samband med detta flera brott. Han åtalades för rån, våld och hot mot tjänsteman samt tillgrepp av fortskaffningsmedel, och dömdes till fem och ett halvt års fängelse. Han hade tre år kvar av sitt straff när han rymde, och den tiden räknades in i det nya fängelsestraffet.
Filmen Odjuret (2011) är baserad på morden.